# Ганджа Олексій Миколайович
Олексі́й Микола́йович Ганджа (1900 — † 3 листопада 1937) — український військовик, прапорщик Армії УНР.
Жертва сталінського терору.

## Біографія
Народився у с. Степанівка (нині Теплицького району Вінницької області), українець, прапорщик армії УНР, колишній член ВКП(б), директор картограм.
Мав середню освіту.
У 1921—1926 рр. перебував за кордоном, в СРСР прибув з Польщі.
Засуджений: Колегією ОГПУ 22 квітня 1934 р. за ст.ст. 58-6-11 КК РСФРР на 10 років ВТТ.
Відбував покарання на Соловках у політичному концтаборі.
Особливою трійкою УНКВС ЛО 9 жовтня 1937 р. засуджений до найвищої кари.
Розстріляний 3 листопада 1937 р. в Карелії (Сандармох).
Реабілітований посмертно.